# Richard Nixon
Richard Milhous Nixon, född 9 januari 1913 i Yorba Linda i Orange County i Kalifornien, död 22 april 1994 i New York i New York, var en amerikansk jurist och republikansk politiker som var USA:s president åren 1969–1974. Före presidentskapet hade han varit USA:s vicepresident åren 1953–1961 under Dwight D. Eisenhowers presidentskap samt ledamot i senaten för Kalifornien åren 1950–1953.
Nixon var under hela sin karriär medlem i republikanska partiet. Hans tid som president är omskriven av flera orsaker; dels för sin diplomatiska utrikespolitik förenad med en pragmatisk inrikespolitik med betoning på statsintervention, dels för att han är den förste och ende amerikanske president i modern tid som har avgått i förtid. Han avgick för att inte riskera att bli avsatt av kongressen i en riksrätt. Den så kallade Watergateaffären hade då lett till att största delen av det amerikanska folket tappat förtroende för Nixon, mindre än två år efter att han blivit omvald i presidentvalet 1972 med 521 av de 538 elektorsrösterna före George McGovern.
Som president indexerade Nixon socialförsäkringssystemet med bland annat HMO Act of 1973, inrättade en federal drog- och cancerpolitik (War on Drugs, War on Cancer), förespråkade hårdare vapenlagar (eftersom han tyckte att en idealisk värld inte innehöll handeldvapen), slopade guldmyntfoten, inrättade det amerikanska miljödepartementet EPA och införde pris- och lönekontroller samt det första verkliga kvoteringsprogrammet för svarta. Nixons person är kontroversiell på grund av hans utrikespolitik, som anses ha fördröjt fredsförhandlingar i Vietnamkriget med flera år samt gynnat störtandet av Salvador Allendes regering i Chile genom CIA-stöd till det kidnappningsförsök i vilket arméchefen René Schneider omkom 1970. Även hans nya politik mot Kina, den så kallade "pingpongdiplomatin", är kontroversiell i olika läger, men ses av andra som hans viktigaste bestående arv. Folkrepubliken Kina erkändes 1971 av FN och 1978 av USA, som följd av de närmanden som företogs av Nixon och Henry Kissinger.
Nixons administration är hittills den enda under vilken inga avrättningar genomfördes i USA, vare sig av federala eller av delstatliga myndigheter (Gary Gilmore avrättades i Utah tre dygn före hans efterträdare Gerald Fords avgång).

## Bakgrund

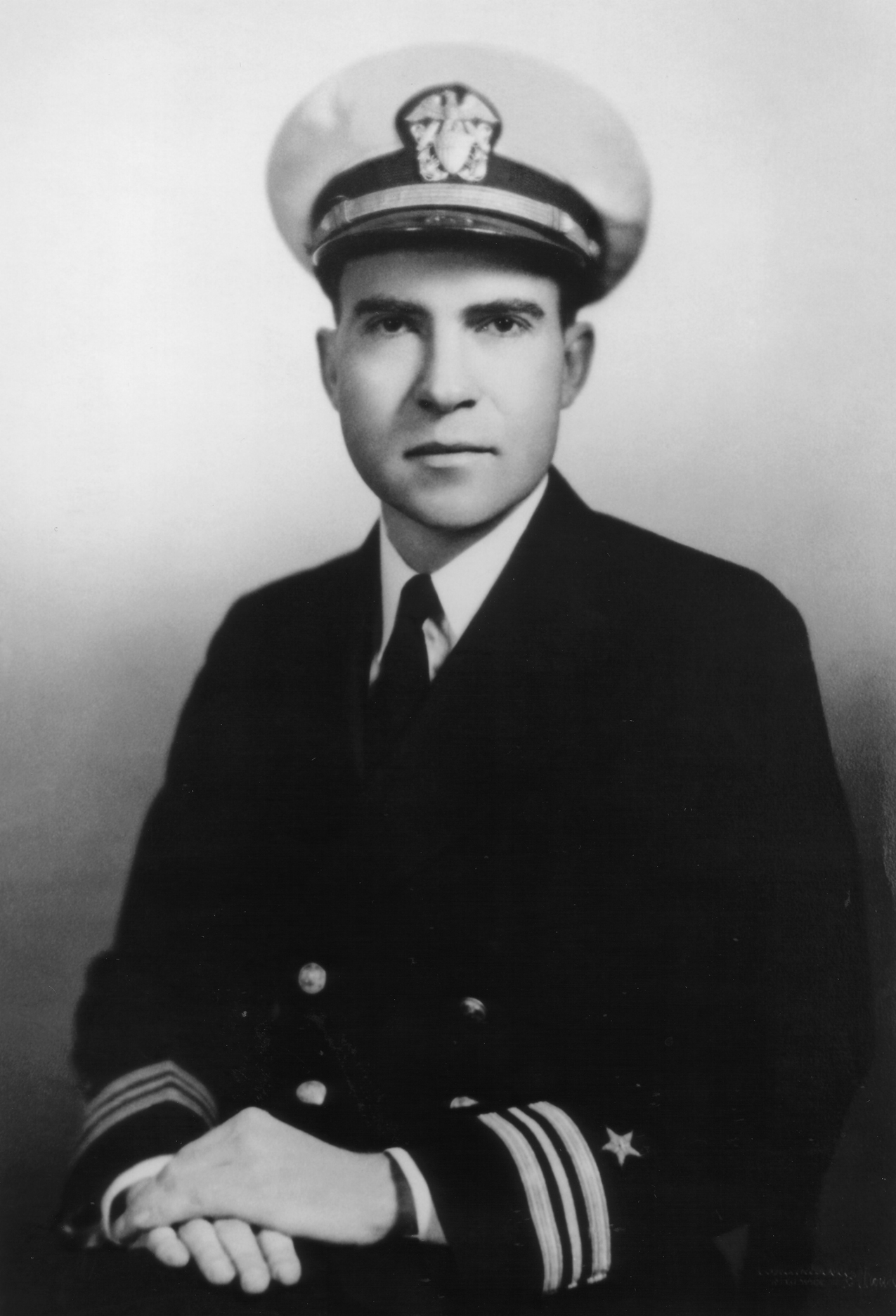
Nixon som örlogskapten.

Nixon föddes i Yorba Linda i Kalifornien, som en av sönerna till Francis (Frank) Nixon och Hannah Milhous. Hans mor kom från en tysk familj och var kväkare. Hon hoppades att Nixon skulle bli missionär och uppfostrade honom till att aldrig dricka, dansa eller svära. Hans far, som ägde en affär, var från början metodist, men hade blivit kväkare.
Tidigt i Nixons liv dog två av hans bröder, Arthur och Harold, av tuberkulos.
Nixon var duktig i skolan, och blev ordförande i studentföreningen på Whittier High School varifrån han utexaminerades 1930. Han gillade Shakespeare och latin, och kunde recitera långa stycken utantill. Harvard gav honom ett stipendium, men eftersom det inte täckte alla utgifter kunde han inte börja studera där, vilket kan vara en orsak till hans senare antipati mot människor som studerat vid östkustuniversiteten.
Trots att Nixon var intresserad av amerikansk fotboll och tränade med collegelaget, lyckades han aldrig bli uttagen till matcherna. Det var under den tiden som hans framtänder slogs ut och ersattes med en framträdande brygga som senare gav karikatyrtecknarna något att överdriva.[källa behövs]
1934 började Nixon studera juridik vid Duke University, men villkoret för att få behålla sitt stipendium var att han var tvungen att få mycket goda betyg. Vid ett tillfälle var han så nervös för sina betyg att han övertygade en vän att bryta sig in i rektorns kontor för att få reda på innehållet i sin personakt. När den incidenten kom fram, åratal senare, rapporterade pressen det som "Nixons första inbrott".[källa behövs]
Efter examen försökte Nixon få anställning på de finare advokatbyråerna i New York. Han lyckades inte, och har sagt att det berodde på att de bara ville ha studenter från Ivy League-universitet. Enligt noteringar från de intervjuerna som kom fram i och med Watergate, berodde det på att Nixon framstod som "för lömsk".[källa behövs]
Det ledde till att Nixon återvände, tog advokatexamen och flyttade till en småstad där han arbetade på en advokatbyrå som drevs av en vän till familjen. Det var under den tiden han träffade sin blivande fru, Pat, en high school-lärare i Whittier, när de spelade i samma pjäs. De gifte sig den 21 juni 1940.
Under andra världskriget tjänstgjorde Nixon i amerikanska flottan i Stilla havet, hans befattningar var i huvudsak inom logistik.  Han övergick  till reservofficersstatus 1946 och utnämndes till kommendörkapten (Commander) 1953.
Nixon lämnade reserven 1966.

## Politisk karriär
Nixon invaldes i USA:s representanthus 1946, efter vad som har beskrivits som en ohederlig och aggressiv politisk kampanj. Bland de övriga nykomlingarna, i den första republikanska majoriteten i representanthuset sedan 1930-talets början, fanns också Nixons framtida rival John F. Kennedy från Massachusetts. De två fick sina kontor bredvid varandra och blev goda vänner.
Nixon var medlem i den kongresskommitté som verkställde Marshallplanen, som hjälpte det krigsdrabbade Europa. Han klättrade snabbt på den politiska stegen, via flera aggressiva kampanjer som antikommunist, till exempel mot Alger Hiss, och 1948 blev han omvald till representanthuset.
År 1950 invaldes Nixon i senaten, efter en kampanj där han utmålade sin motståndare Helen Gahagan Douglas som kommunistsympatisör och kallade henne "Pink Lady". Under den kampanjen fick han av tidningen The Independent Review smeknamnet "Tricky Dick", som alltid skulle förfölja honom.
Han blev 1952 vald till USA:s vicepresident under Dwight D. Eisenhower. Då var han 39 år, den näst yngste vicepresidenten någonsin, efter en ovanligt snabb klättring på den politiska stegen. Från nyvald representant till vicepresident på bara sex år. Snart blev Nixon dock anklagad för att ha använt statliga fonder privat. Han höll då ett berömt TV-tal som har blivit kallat "the Checkers speech" (efter ett omnämnande av hans döttrars cockerspaniel Checkers). Före talet skall Eisenhower ha ringt och sagt till Nixon att han i slutet av talet skulle tillkännagiva sin avgång, varpå Nixon svarade att "de inte kan ändra på hans tal och att de får se på tv hur talet lyder, och att han minsann kan något om politik också." Talet ledde emellertid till att han friades från anklagelserna.
Under sin vicepresidenttid utmärkte sig Nixon genom att han blev tvungen att tjänstgöra som tillförordnad president vid hela tre tillfällen när Eisenhower var sjuk. Landet förberedde sig flera gånger under 1950-talet på att Nixon skulle bli president, eftersom Eisenhower var gammal och hade bräcklig hälsa; ända fram tills Ronald Reagan var president vid 77 års ålder var Eisenhower den äldsta personen att ha varit president.
Trots att Nixon allmänt betraktas som en av de mest intellektuella av USA:s presidenter, uppvisade han ett något antiintellektuellt drag under kampanjen 1952, då han kritiserade den mycket intelligente demokratiske presidentkandidaten Adlai Stevenson för att vara ett "egghead" ("ägghuvud"). Han har beskrivits som en "fundersam introvert, som var misstänksam på gränsen till paranoia".

## Valet 1960
I valet 1960 var Nixon republikanernas presidentkandidat. Han förlorade mot John F. Kennedy i ett mycket jämnt val, ofta ansett som ett av de jämnaste valen i USA:s historia.
Många analytiker tror att förlusten berodde på den första TV-sända presidentdebatten, där Nixon hade skäggstubb, var sjuk efter en knäskada och hade en kostym som syntes dåligt i svartvita TV-apparater, medan Kennedy såg bekväm ut i sin väl valda kostym och med sitt solbrända ansikte. Dock har forskare senare hävdat att väljare som lyssnade på debatten via radio fick ett bättre intryck av Nixon. Dessutom fick Nixon inte mycket stöd av den sittande presidenten, Eisenhower. Eisenhower sade till och med, när Nixon ställde upp i presidentvalet 1960, som svar på frågan vilka beslut Nixon hade varit med om att besluta under tiden som vice president: "If you gave me a week I might think of one". Direkt efter uttalandet ångrade Eisenhower sig och bad Nixon om ursäkt, men en negativ inverkan på valet tros ändå ha åstadkommits.
Nixon förlorade 1962 ett val till att bli guvernör i Kalifornien och anklagade därpå media för att ha favoriserat hans motståndare Pat Brown. Efter att ha sagt att det var hans sista presskonferens, tillade han "You won't have Nixon to kick around any more", något som en del senare har pekat på som en dålig förlorares undanflykt medan andra tyckte det var bra att han sade ifrån till pressen. Nixon har upprepade gånger sagt efteråt att han aldrig ångrat vad han sade på presskonferensen. [källa behövs]

## Nixon som president

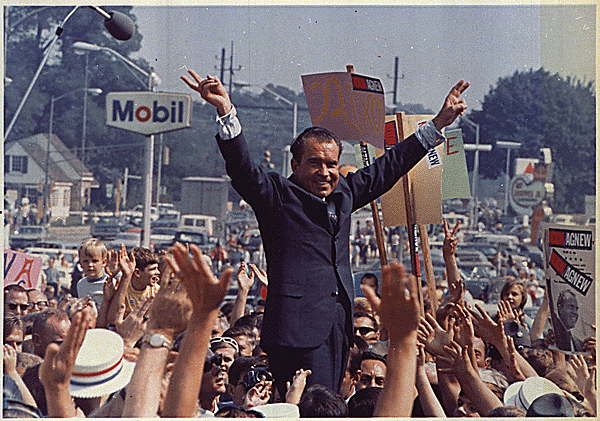
Nixon under presidentkampanjen 1968.

Men Nixon ändrade sig, skaffade ett höginkomstjobb på en advokatfirma och breddade sitt politiska kontaktnät. 1966 reste han landet runt och talade sig varm för republikanska partiet. 1968 gjorde han en uppseendeväckande politisk återkomst genom att besegra Hubert Humphrey i presidentvalet. Han blev därmed den 37:e presidenten.
Hans stora väljarstöd kom från vad han kallade den tysta majoriteten (the silent majority) av konservativa amerikaner som ogillade hippie-kulturen och antikrigsrörelsen. Hans i efterhand berömda vallöfte var att han hade en "hemlig plan" att för att göra slut på Vietnamkriget. Han lovade att "nytt ledarskap kommer att avsluta kriget och vinna freden i Stilla havet". Metoden för att göra det visade sig bli att dra tillbaka amerikanska trupper och istället låta sydvietnameserna föra Vietnamkriget mer på egen hand. Denna så kallade vietnamisering av kriget var en del av Nixondoktrinen. USA:s inblandning i kriget minskade visserligen, men det dröjde fyra år till med strategiska bombningar, och fler bomber än under hela andra världskriget.

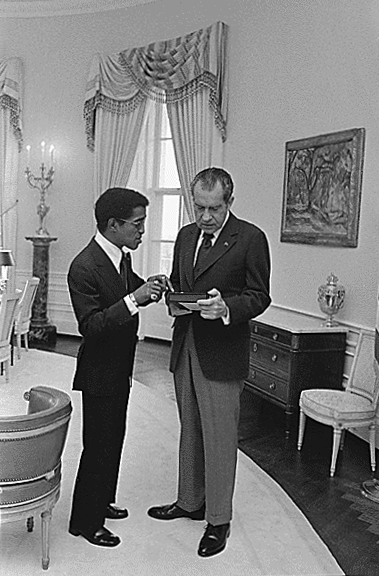
Nixon och Sammy Davis, Jr. i Vita huset.

Under Nixons administration påbörjades en massiv bombning av Kambodja i mars 1969 för att förstöra det man trodde vara FNL:s högkvarter.[källa behövs] Planen hemlighölls för både allmänheten och USA:s kongress, och till och med de högsta ledarna för de olika amerikanska försvarsgrenarna. När Nixon senare skulle ställas inför riksrätt togs dessa märkliga ordergångar upp, och åklagaren övervägde att inkludera det som en särskild anklagelse i rättegången, men beslutade sig slutligen för att släppa det. Nixons beslut att bomba förvärrade inte bara kriget. Tillsammans med en kupp där Kambodjas ledare Norodom Sihanouk byttes ut mot Lon Nol ledde det till att Kambodja destabiliserades och till att stödet ökade för röda khmererna, en kommunistisk gerillarörelse som senare skulle ta över makten i landet. Nordvietnamesiska armén hade dock använt Kambodja för transporter till FNL i södra Vietnam.
Den 20 juli 1969 samtalade Nixon med Neil Armstrong och Buzz Aldrin under Apollo 11:s historiska besök på månen. Tillsammans med astronauternas namn och autografer finns Nixons underskrift på samtliga de plaketter som lämnades på månen av månlandarna till Apollo 11, 12 samt 14, 15, 16 och 17 – det vill säga samtliga månlandningar (juli 1969 – december 1972). Ingen annan president har sin signatur på månen.
Under Nixon intervenerade USA i Chiles inrikespolitik. Man stödde högern, och när vänsterledaren Salvador Allende vann presidentvalet i Chile 1970 var USA involverade i försök att stoppa honom från att få och behålla makten. Huruvida amerikanerna var direkt inblandade i militärkuppen 1973, där Allende störtades, är dock en omtvistad fråga.
När Kinas och Sovjetunionens relation knakade i början av 1970-talet, bestämde sig Nixon för att förbättra relationerna med Kina för att utpressa Sovjet. År 1972 blev Nixon därför den första amerikanske presidenten att besöka Kina. Sovjet reagerade direkt, och Nixon inbjöds till att besöka Moskva (vilket heller ingen amerikansk president gjort tidigare) samma år. Mötet blev framgångsrikt och två nedrustningsavtal skrevs under, ett om antirobotrobotar (ABM-avtalet) och ett om strategiska vapen (SALT 1).
I sin syn på det federala domstolsväsendet var han en strikt konstruktionist. Därför utnämnde han den federale appellationsdomaren Warren Burger som var en stark kritiker av Warrendomstolens juridiska liberalism till chefsdomare 1969. Han utnämnde vidare Harry Blackmun 1970 samt Lewis Powell, Jr och William Rehnquist 1971 (de tog sina ämbetsplatser i början av 1972).
Nixons presidentskap kännetecknades, trots att Nixon var en stark antikommunist, även fortsättningsvis av goda relationer (avspänning) till Sovjet. 
Under Nixons tid som president grundades Environmental Protection Agency, och han låg också bakom initiativ för att desegrera USA:s söder.
I valet 1972 vann Nixon igen, med det största stödet i amerikansk historia (mer än 60 procent), över George McGovern. Den starkaste rivalen till Nixon, Edmund Muskie, hade fått sin kampanj saboterad, troligen på Nixons order (Negative Campaigning).

## Watergateaffären
Under återvalskampanjen 1972 greps fem inbrottstjuvar i det demokratiska partiets högkvarter i Watergate, ett kontorskomplex. Det blev början på en serie skandaler med kopplingar till Vita huset. Bland annat avslöjades en lista över Nixons fiender och olika "fula knep".

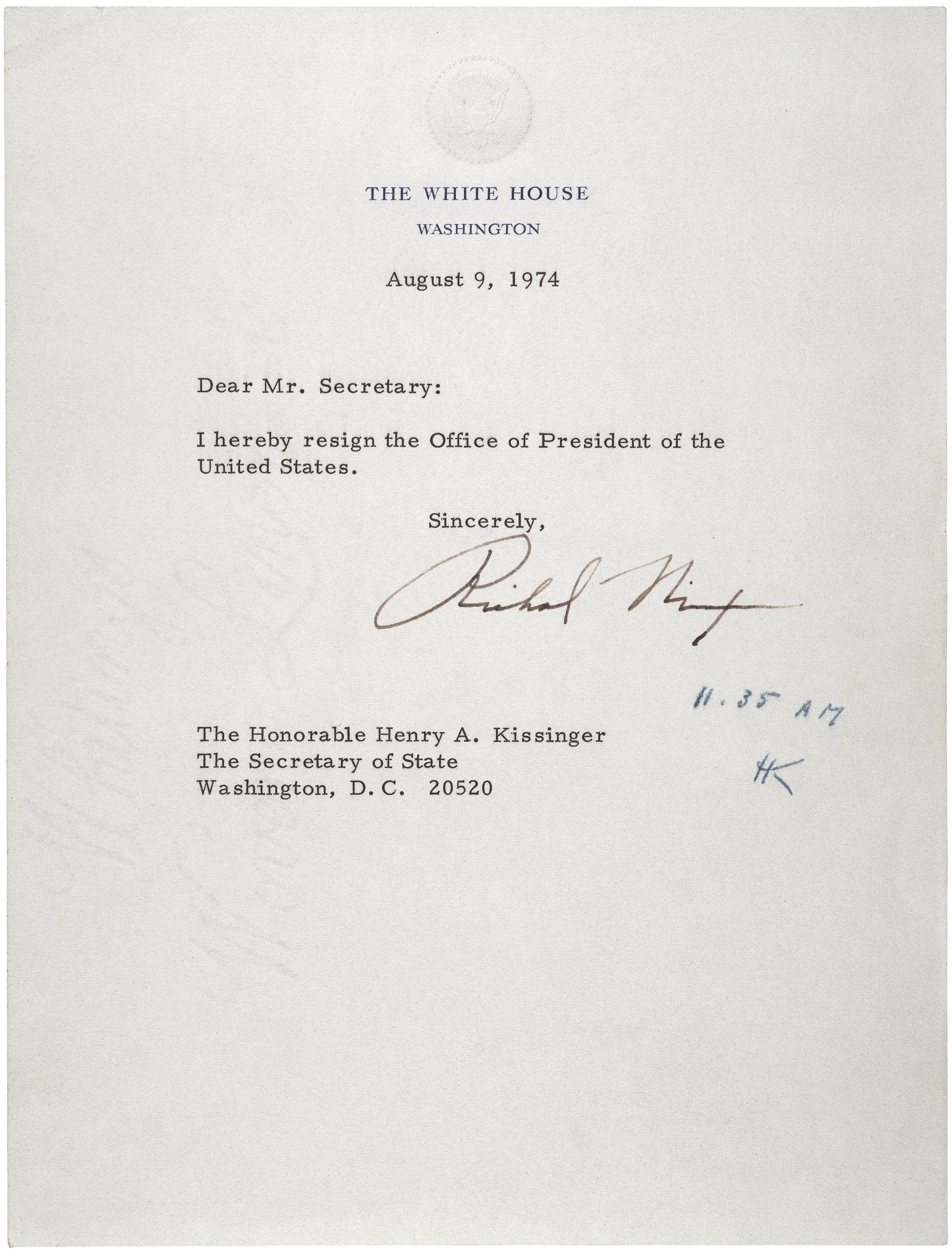
Nixons avskedsansökan som president, riktad till USA:s utrikesminister Henry Kissinger.

Den följande skandalen avslöjade Nixonadministrationens korruption och olagligheter. Nixon försökte tona ner det som politiskt rävspel, men när hans medhjälpare avgick, kom mer och mer av Nixons försök att dölja sanningen för media, domstolarna och kongressens utredningar. Nixon fuskade med skatten, fick olagliga kampanjdonationer, beordrade hemliga bombningar, och förföljde fiender med statliga byråer, avlyssningar och inbrott. Nixons vicepresident, Spiro Agnew, avgick i oktober 1973 efter en mutskandal, men Nixon hängde kvar med orden "I am not a crook". När fler av Nixons samtal beordrades fram och avslöjade hur involverad Nixon var, förlorade han stödet av många i sitt eget parti. Det blev värre efter Lördagkvällsmassakern den 20 oktober 1973, när Nixon beordrade att specialåklagaren i Watergateaffären, Archibald Cox, skulle avskedas. Den 9 maj 1974 inleddes riksrättsförhandlingarna mot Nixon. Några månader senare släpptes de slutgiltiga bevisen, ett avlyssningsband där Nixon gav tillåtelse till en utbetalning av pengar till de skyldiga till Watergate-inbrottet.
När det stod klart att Nixon nästan helt säkert skulle bli fälld av kongressen, avgick Nixon den 9 augusti 1974, efter att han föregående dag hållit ett tal till nationen. Han erkände aldrig att han gjort något fel, även om han senare medgav att han inte brukat sitt goda omdöme tillräckligt.
Nixons tid som president färgades mycket av Nixons personlighet och allmänhetens bild av den. Satirtecknare och komiker överdrev Nixons griniga enstörighet, skäggstubbiga haka, sluttande axlar och rynkade, svettiga ögonbryn, så att det till slut blev svårt att avgöra var karikatyren slutade och presidenten började. Han försökte förändra den bilden genom att delta i populära TV-program som Laugh-In, ofta med V-tecknet (för "seger" eller "fred") med båda händerna.
I september 1974 gav president Gerald Ford (Nixons andre vicepresident som han själv hade utnämnt och på det sättet i princip satt på presidentposten) honom full amnesti, vilket förhindrade alla möjligheter att få Nixon fälld. Då spekulerades det om att Nixon hade avgått för att Ford skulle kunna bli president, i utbyte mot att han sen skulle benåda Nixon. Detta har förnekats och är i dag inte troligt, eftersom Ford inte ville bli president utan talman i representanthuset. Ford sade att han benådade Nixon för att landet skulle kunna gå vidare och inte splittras i en lång rättegångsprocess, något som Ford på senare år skulle prisas för. Man tror också att benådningen var en stor anledning till att Ford inte vann valet 1976.
En bild på Nixon visas på omslaget till singeln I Didn't Mean It av Status Quo. På omslaget visas tio kända profiler, som hamnat i trubbel med rättvisan.

## Tiden efter presidentskapet

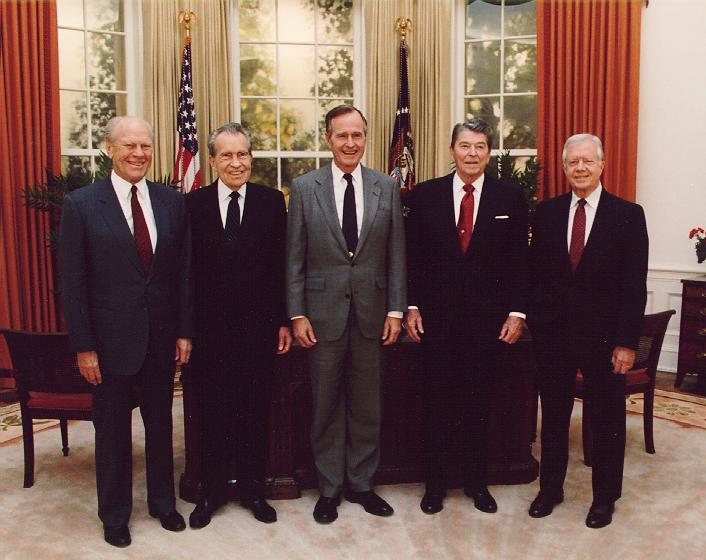
Gerald Ford, Richard Nixon, George H.W. Bush, Ronald Reagan och Jimmy Carter 1991

Nixons presidentbibliotek placerades i Yorba Linda, Kalifornien. Där presenteras en mycket blandad bild av den tidigare presidenten.
Nixon lyckades efter ett par år återfå allmänhetens förtroende, och blev konsult åt både republikaner och demokrater i Vita huset, framför allt i utrikespolitiska frågor. Efter att ha tagit pension från politiken, skrev han flera böcker, inklusive sina memoarer. 
I juni 1993 avled Pat Nixon. Den 18 april 1994 drabbades Nixon av en allvarlig stroke. Det konstaterades att en blodpropp i hjärtat hade lossnat och transporterats till hjärnan. Hans tillstånd blev allt sämre, och eftersom han frånsagt sig respiratorbehandling kunde hans liv inte räddas. Nixon avled den 22 april 1994. Han blev 81 år gammal och begravdes bredvid sin fru, Pat.
Begravningsgudstjänsten som hölls i Nixons, av hans far byggda hus, leddes av hans vän och andlige rådgivare Billy Graham. Enligt familjens önskemål fick Nixon inte en statsbegravning, men presidenten Bill Clinton, före detta utrikesminister Henry Kissinger och senatens majoritetsledare Bob Dole höll tal. De tidigare presidenterna Gerald Ford, Jimmy Carter, Ronald Reagan och George H.W. Bush var också närvarande tillsammans med representanter från 88 länder. 
Nixon efterlämnade två döttrar och fyra barnbarn.

## Kuriosa
- Den 28 december 1968 gifte sig Julie Nixon, Richard Nixons dotter, med David Eisenhower, barnbarn till president Dwight D. Eisenhower.
- Under tiden i det militära lärde sig Nixon att spela poker (ännu ett tabu för kväkare), och blev snabbt den bäste pokerspelaren i flottan. Han sägs ha vunnit över 10 000 dollar vid krigets slut.
- Nixon är en av endast två presidenter som var kväkare. Den förste var Herbert Hoover.
- År 1937 sökte den unge Nixon arbete som FBI-agent. Ansökan finns bevarad i FBI:s arkiv.[36]
- Genom ett sammanträffande var Nixon i Dallas tidigare på dagen den 22 november 1963, samma dag som John F. Kennedy mördades. Nixon talade inför arbetare på en Pepsifabrik. Han sa sig själv ha gråtit över förlusten av sin vän.
- Han är den enda person som valts till vicepresident och president två gånger vardera, dock har ingen suttit av alla mandatperioder.
- 2008 gjordes filmen Frost/Nixon som handlar om Richard Nixon och de kända intervjuerna utförda av David Frost. Intervjuerna genomfördes 1977.
- Det är Nixons skola Whittier High School som föreställer "Hill Valley High School" i filmen Tillbaka till framtiden.